# Nicolae Iosif Camilli

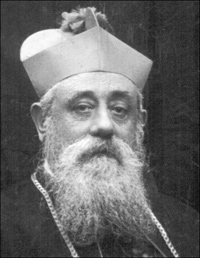
Nicolae Iosif Camilli

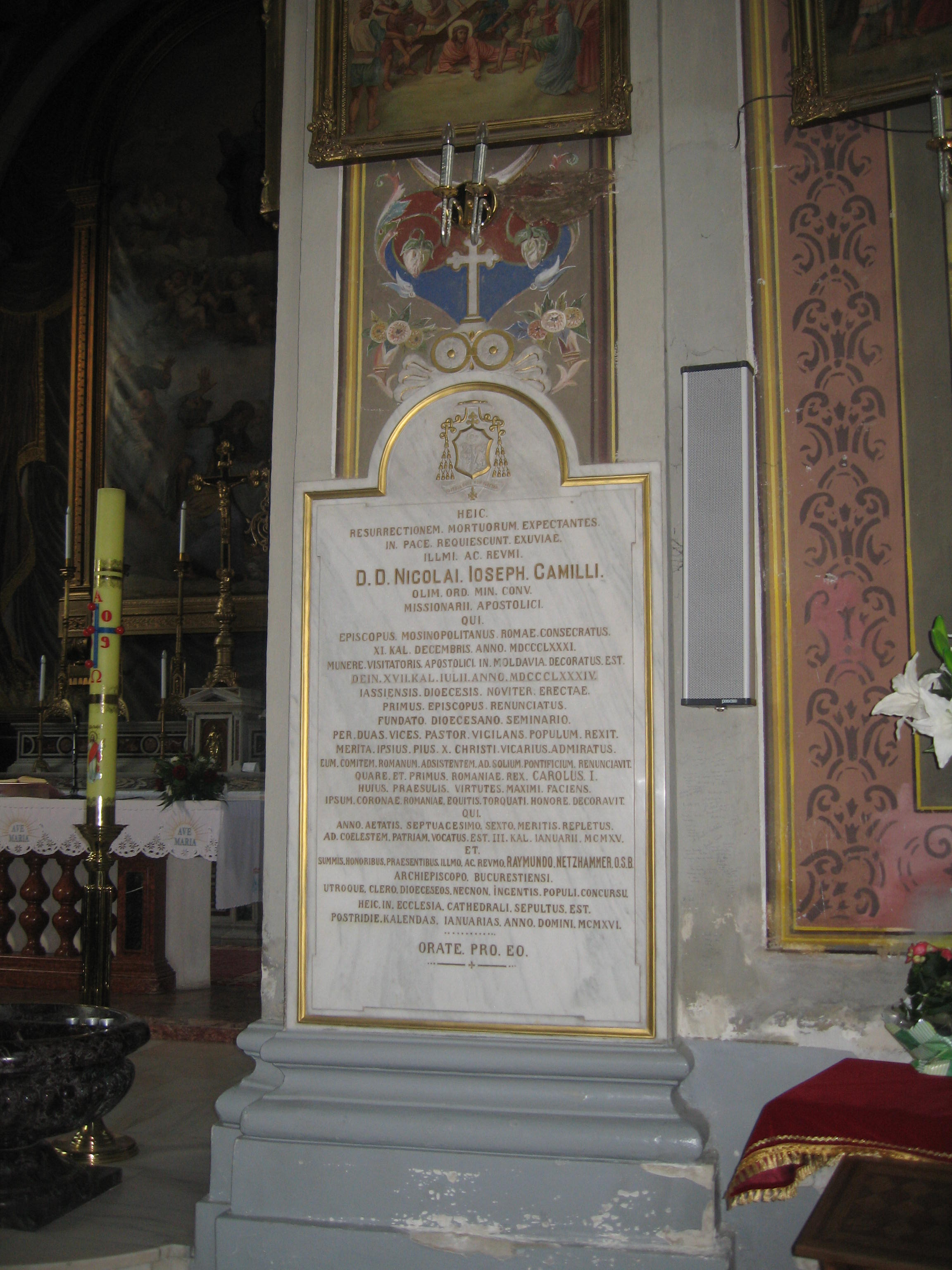
Epitaph Nicolae Iosif Camilli Kathedrale Maria Himmelfahrt, Iaşi

Nicolae Iosif Camilli auch Nicola Giuseppe Camilli  (* 23. April 1840 in Monterubbiano, Italien; † 30. Dezember 1915 in Iași, Rumänien) war von 1884 bis 1894 und 1904 bis 1915 römisch-katholischer Bischof von Iași.

## Leben
Nicolas Giuseppe Franciscus, Sohn von Antonius Camilli und Rosa geb. Bongazoni besuchte die Schule seines Heimatorts und trat in das dortige Franziskanerkloster ein. Seine feierliche Profess feierte er am 3. April 1857 im Franziskanerkloster in Osimo. Nach seinem Studium in Piceno und Recanati wurde er dort am 4. Dezember 1863 zum Ordenspriester OFMCon geweiht. Nach Jahren als Seelsorger in seiner Heimatstadt wurde er 1873 von seinem Ordensoberen in die Mission nach Moldawien geschickt. Zuerst als Beichtvater der Schwestern von Notre Dame, unterrichtete er auch an deren Schule in Iași.
Am 16. September 1881 wurde er von Papst Leo XIII. zum Titularbischof von Mosynopolis und am 4. Dezember des gleichen Jahres von Florian-Jules-Félix Kardinal Desprez, dem Erzbischof von Toulouse konsekriert. Der Papst beauftragte ihn mit der Vorbereitung zur Errichtung eines Bistums in 
Iaşi. Mit der päpstlichen Bulle vom 27. Juni 1884 errichtete Papst Leo XIII. das Bistum Iași und ernannte Nicolae Iosif Camilli zum ersten Bischof. Er eröffnete ein Priesterseminar, um sich einen einheimischen Klerus in seinem Bistum, östlich der Karpaten, aufzubauen. Da die Priesteramtskandidaten meist aus armen Familien stammten, suchte er Unterstützung in seinem Heimatland. 1890 machte er sich auf zu einer „Bettelreise“ durch Westeuropa und fand dort gute und hilfsbereite Katholiken. Er ließ einen Katechismus in rumänischer Sprache drucken und verlangte von seinen Priestern, dass in der Pastoral ebenfalls die Landessprache verwendet wird. Auf Anweisung der Ordensoberen trat er am 10. Mai 1894 als Bischof von Iași zurück. Nach der Weihe seiner ersten neun Subdiakone verließ er am 20. November 1894 das Land.
Er wurde am 25. Februar 1896 Titularbischof von Gadara und am 27. März 1901 Titularerzbischof von Constantia in Scythia.
Nach dem Rücktritt von Bischof Dominic Jaquet ernannte ihn Papst Pius X. am 30. August 1904 ein zweites Mal zum Bischof von Iași mit dem persönlichen Titel Erzbischof pro hac vice. Er organisierte Pfarreien und Dekanate und ließ katholische Lehrer rekrutieren und schulen.
Erzbischof Camilli starb am 30. Dezember 1915 und wurde in der Kathedrale „Maria Himmelfahrt“ von Iași beigesetzt.